# Helgelserörelsen
Helgelserörelsen är en kristen väckelserörelse byggd på John Wesleys helgelselära.
Enligt läran består människans frälsningsväg av tre faser:
1. Syndainsikt
2. Syndanöd (ånger)
3. Frälsning, som i sin tur består av:
  1. rättfärdiggörelse (befrielse från skuld) vid pånyttfödelsen
  2. helgelse (Den Helige Andes förvandling av en människas sinne, och befrielse från syndens makt, det vill säga återupprättande av människans ursprungliga gudslika natur).

Ursprungligen omfattade helgelserörelsen Wesleys lära om kristen fullkomlighet, som inom helgelserörelsen kallas fullständig helgelse. Tidigare beskrevs detta inom helgelserörelsen som ett tillstånd som en kristen genom Guds nåd kan uppnå redan under detta liv, medan man idag beskriver det som en process av successiv förvandling. Helgelserörelsen ledde i Sverige bland annat till att Helgelseförbundet skapades, och lade grunden för karismatiska rörelser såsom pingströrelsen, Örebromissionen och på senare tid Trosrörelsen.

## Historia
1800-talets metodister fortsatte att förkunna ovanstående helgelselära och publicerade nyupplagor av grundaren John Wesleys skrifter, som t.ex. hans banbrytande arbete A Plain Account of Christian Perfection.
År 1836 startade Sarah Worrall Lankford tisdagsmötena för främjande av helgelse i New York och året därpå erfor hennes syster Phoebe Palmer "fullständig helgelse" (entire sanctification). Ursprungligen deltog bara kvinnor i dessa möten men efterhand sökte sig även män dit. Den förste mannen som deltog i tisdagsmötena var kongregationalisten Thomas Upham, som efter sina upplevelser där började studera tidiga föregångare till Wesleys helgelselära som pietisten Johann Arndt och mystikern Madame Guyon.
Fru Lankford köpte tidskriften "Guide to Christian Perfection" (startad av pastor Timothy Merritt), bytte namn på den till "Guide to Holiness" och blev själv chefredaktör. 1859 publicerade Lankford boken The Promise of the Father i vilken hon pläderade för kvinnans rätt att förkunna. Denna skrift kom senare att inspirera Catherine Booth, medgrundare av Frälsningsarmén.
Många kända förkunnare (som metodistbiskopen Francis Asbury) sa sig ha upplevt fullständig helgelse, liksom Sarah Worrall Lankfords. Charles G Finney tillhörde dem som predikade om ett heligt kristenliv och 1836 upplevde hans vän Asa Mahan vad han kallade andedop, vilket ledde honom till total befrielse från lusten att synda. Finney menade att andens dop kunde hindra nyfrälsta från de återfall i synd som han sett alltför många exempel på under sina stora väckelsekampanjer.
Presbyterianen William Boardman genomförde också stora helgelsekampanjer vid vilka han spred den egna boken The Higher Christian Life, som utkom 1858. Samma år genomgick kväkaren Hannah Whitall Smith en genomgripande personlig omvändelse och några år senare fann hon vad hon kallade "hemligheten" med det kristna livet; att helt överlåta sitt liv till Gud och låta Honom förvandla ens själsliv. Hennes make, Robert Pearsall Smith, gjorde 1867 en liknande erfarenhet vid en första nationell tältkampanj i Vineland, New Jersey under ledning av John S Inskip, John A Wood, Alfred Cookman och andra metodistpastorer. Under söndagen samlades 10 000 åhörare och i samband med att mötesledarna avslutade mötesserien med att knäböja i bön, beslutade man att bilda the National Camp Meeting Association for the Promotion of Holiness och att genomföra en liknande samling nästkommande år. Idag är denna organisation känd som Christian Holiness Partnership.
Den andra nationella tältkampanjen hölls i Manheim, Pennsylvania och samlade uppemot 25 000 deltagare från hela landet.
Konferens nummer tre i Round Lake, New York bevakades av nationella massmedia, som gjorde många av kampanjarbetarna kända för en bred publik.
Robert och Hannah Smith spred helgelseförkunnelsen till England, där Higher Life-konferenser hölls i Broadlands och Oxford 1874 och i Brighton och Keswick 1875. På den sistnämnda platsen blev the Keswick Convention högkvarter för den brittiska helgelserörelsen. Där hölls årliga konferenser inom det som sedan kom att kallas "Keswickkonferenserna", ett begrepp inom helgelserörelsen världen över. 
År 1871 upplevde världsevangelisten Dwight Lyman Moody hur han blev "uppfylld med kraft" efter förbön av två metodistkvinnor som besökte ett av hans möten.
År 1874 läste Albert Benjamin Simpson Boardmans "Higher Christian Life" och bildade the Christian and Missionary Alliance. 
Under några av de första väckelsekampanjerna upplevde människor hur de föll eller hoppade under andens kraft och hur man talade i tungor, något som kom att bli naturliga inslag i den framväxande pingströrelsen (pingströrelsen är en gren på helgelserörelsens träd), men som senare betraktats med skepsis av mer konservativa helgelseförkunnare.
Några tidiga företrädare för helgelserörelsen var modalister och använde den kortare dopformuleringen. Och några var anhängare av universalismen, de trodde på allas slutliga frälsning. 
I början av 1900-talet dominerades helgelserörelsen av tre personer: R.A.Torrey från Amerika, F.B.Meyer samt Jessie Penn-Lewis från England. Den sistnämnde var från Wales, och var mycket inflytelserik vid Väckelsen i Wales, pingströrelsens vagga, där helgelsepredikanten Evan Roberts blev ledaren.
Sedan tynade helgelserörelsen sakta bort, inte minst genom att John Stott på en keswickkonferens 1965 offentligt tog avstånd från den tolkning av Romarbrevet 6 som varit en nyckel inom helgelserörelsen alltsedan starten.
Men helgelserörelsen levde vidare under jorden, inte minst i Kina, där den genom Watchman Nee bildade stommen i Kinas husförsamlingsrörelse. Nee var mycket påverkad av Jessie Penn Lewis och Andrew Murray , en annan viktig helgelseförkunnare vid den tiden. Han var till att börja med bland Plymouthbröderna, som spelat en viktig roll i helgelserörelsens historia, genom C.H.MacIntosh, Lord Radstock, F.W. Baedeker och George Müller. Även i Indien har helgelserörelsen levt vidare starkt, genom Bakht Singhs och Zac Poonens församlingar. Till Ryssland kom helgelserörelsen med Radstock, Baedeker och inte minst I.V.Kargel (1849-1937), som byggde på Korffs och Pashkovs arbete där. 
I England levde rörelsen vidare hos T. Austin Sparks, och i Amerika hos A.W.Tozer. I Norge levde den upp i Smiths Vänner, i Sverige i Helgelseförbundet och Flodbergskretsen, i Finland i Vapaat Evankeliset Ystävät (Akseli Skutnabbs samfund), i Danmark i Hvide Marker eller Kristent Fælleskab (Poul Madsens samfund). Gemensamt för alla dessa rörelser var att de var mycket små och ofta mycket ringaktade av de övriga samfunden, allteftersom helgelsen fick ge vika för den ytliga karismatik som tagit över kristenheten.

## Trossamfund och organisationer
Helgelserörelsen resulterade i bildandet av ett stort antal  trossamfund och missionsorganisationer. De flesta av dessa är inte verksamma i Sverige och saknar etablerade svenska namn. Följande är ett antal av dem som beskrivs på svenskspråkiga Wikipedia:
1. Wesleyanska kyrkan – Wesleyan Church
2. Nazaréens kyrka – Church of the Nazarene
3. Christian and Missionary Alliance
4. Church of God (Anderson, Indiana)
5. Church of God (Holiness)
6. Helgelseförbundet
7. Brunstad Christian Church – "Smiths vänner"
8. Zac Poonens församling
9. Kristent Fællesskab (Poul Madsens församling)

I Sverige har helgelserörelsen påverkat metodistiskt inriktade samfund som Metodistkyrkan och Frälsningsarmén. Även Helgelseförbundet och övriga evangelikala samfund som har uppgått i Evangeliska frikyrkan (EFK), samt Pingströrelsen och en rad karismatiska kyrkor har också historiska rötter i helgelserörelsen.